# Sphaerophoria scripta
Sphaerophoria scripta (Linnaeus, 1758) è un dittero della famiglia dei Sirfidi, diffuso in Europa.

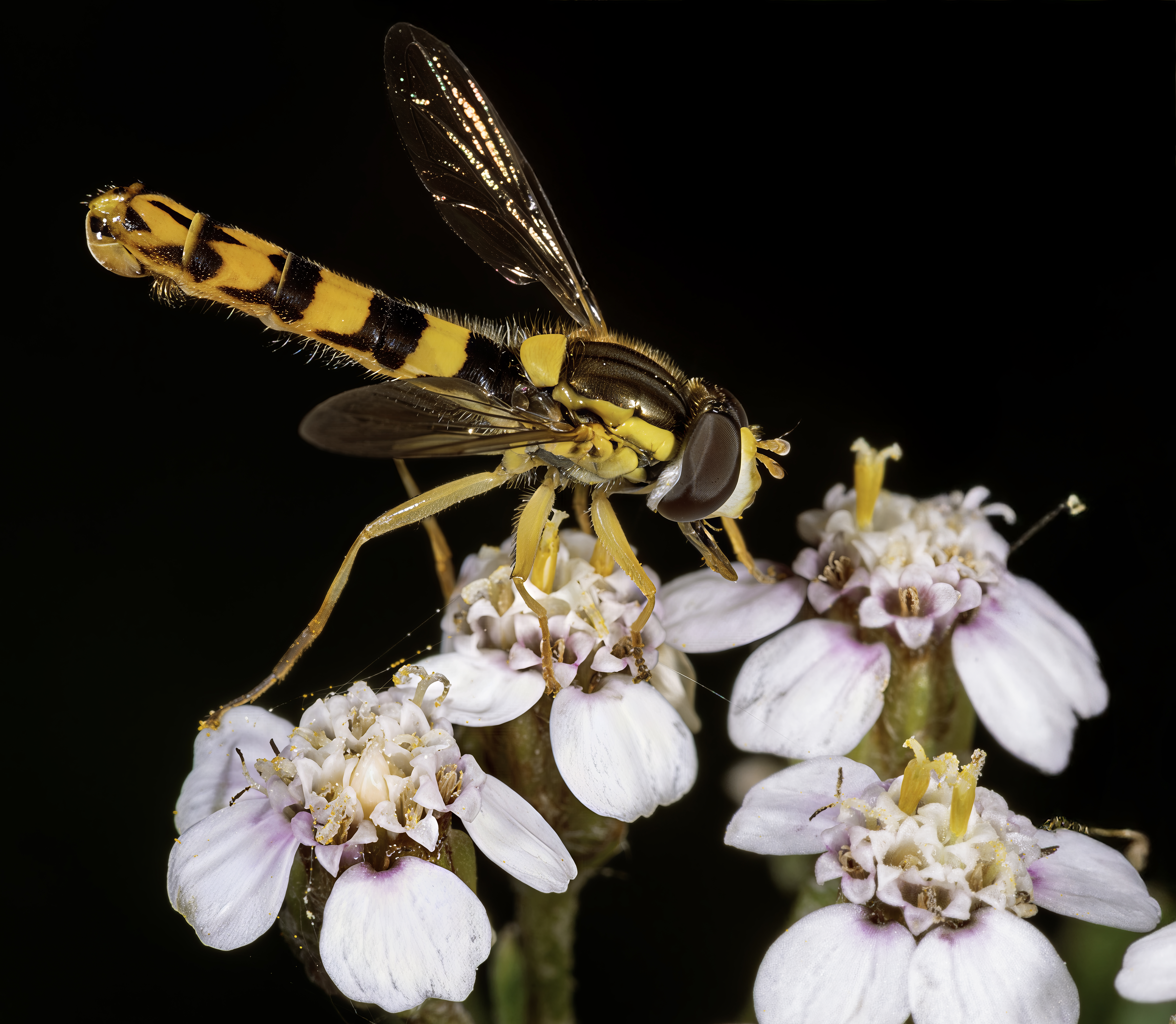
Sphaerophoria scripta - maschio